# Stilltyp
Als Stilltypen werden selten und von wenigen Wissenschaftlern die unterschiedliche Art und Weise, wie Säuglinge sich beim Stillen verhalten, bezeichnet.
Das Verhalten von Säuglingen ist bereits seit Anfang des 19. Jahrhunderts im Interesse von Forschern und Klinikern. Beim Stillen zeigen bereits Säuglinge Charaktereigenschaften. Diese sind an der Art und Weise zu erkennen, wie die Säuglinge ihren Saugwillen äußern. So sollen diese bereits kurz nach der Geburt einem Stilltyp zugeordnet werden können. Dabei unterscheidet sich das Saugverhalten zwischen gestillten und mit Flasche gefütterten Kindern. Einer Studie zufolge lässt das Stillverhalten Schlüsse auf die spätere Entwicklung zu. Die Verwendung der „Stilltypen“ hat in der Praxis jedoch keinerlei Bedeutung erlangt.

## Stilltypen
Anfang der 1950er Jahre beschäftigte sich der amerikanische Kinderarzt G. R. Barnes mit dem Säuglingsverhalten an der mütterlichen Brust. Dabei unterschied er fünf Stilltypen, die bis heute Bestand haben.

### Zauderer
Diese Kinder haben in den ersten Tagen kaum Interesse an der Brust oder am Saugen. Erst nach dem Milcheinschuss saugen und trinken sie gut. Sie gedeihen dann meist gut. Diese Kinder sollten so oft wie möglich angelegt werden, um den Milchfluss anzuregen. Da dieses Verhalten auch bei Kindern mit gesundheitlichen Beeinträchtigungen auftreten kann, sollte ein Desinteresse an der Brust und am Saugen, welches auch nach dem Milcheinschuss weiterbesteht, abgeklärt werden, wobei besonders auf Dehydrationszeichen und Gewichtsentwicklung geachtet werden muss.

### Genießer und Gourmet
Bevor diese Kinder anfangen zu trinken, spielen sie etwas mit der Brustwarze. Sie saugen, probieren ein bisschen, lassen wieder los, lecken sich die Lippen. Erst danach fangen sie an zu trinken, dann aber gut. Werden sie in der Anfangsphase gedrängt, fangen sie an zu schreien und werden wütend. Die meisten Kinder zeigen beim ersten Anlegen nach der Geburt dieses Verhalten.

### Träumer
Die Träumer trinken ein bisschen, ruhen sich aus und trinken dann wieder. Sie trinken gut, brauchen aber durch immer wieder eingelegte Pausen sehr lange.

### Aufgeregter und wenig Effektiver
Diese Kinder sind beim Anlegen so aufgeregt, dass sie die Brustwarze zwar fassen, aber gleich wieder verlieren und dann anfangen zu schreien. Solche Kinder sollten rechtzeitig angelegt werden, bevor sie hektisch werden. Das Kind kann meist durch Saugen am Finger, Schnuller oder durch etwas ausgedrückte Milch beruhigt werden. Außerdem sollte auf eine entspannte Umgebung geachtet werden. Zeigt ein Kind dieses Verhalten, nachdem es neben der Brust auch die Flasche erhalten hat, so ist an eine Saugverwirrung zu denken.

### Barracuda
Das Verhalten des Stilltyps Barracuda kennzeichnet, dass der Säugling sofort und energisch die Brustwarze erfasst, sobald die Mutter ihre Brust anbietet. Der Barracuda saugt kräftig zwischen 10 und 20 Minuten. Weder zögert er dabei, noch hält er längere Zeit inne. Das Kind sollte bei den ersten Hungerzeichen angelegt werden. Dabei ist das korrekte Anlegen bei diesem Stilltyp von besonderer Bedeutung, da sonst die Brustwarzen wund werden. Durch das rasche Trinken schlucken manche Kinder viel Luft, was zu Blähungen führen kann.